# Violet Gordon-Woodhouse

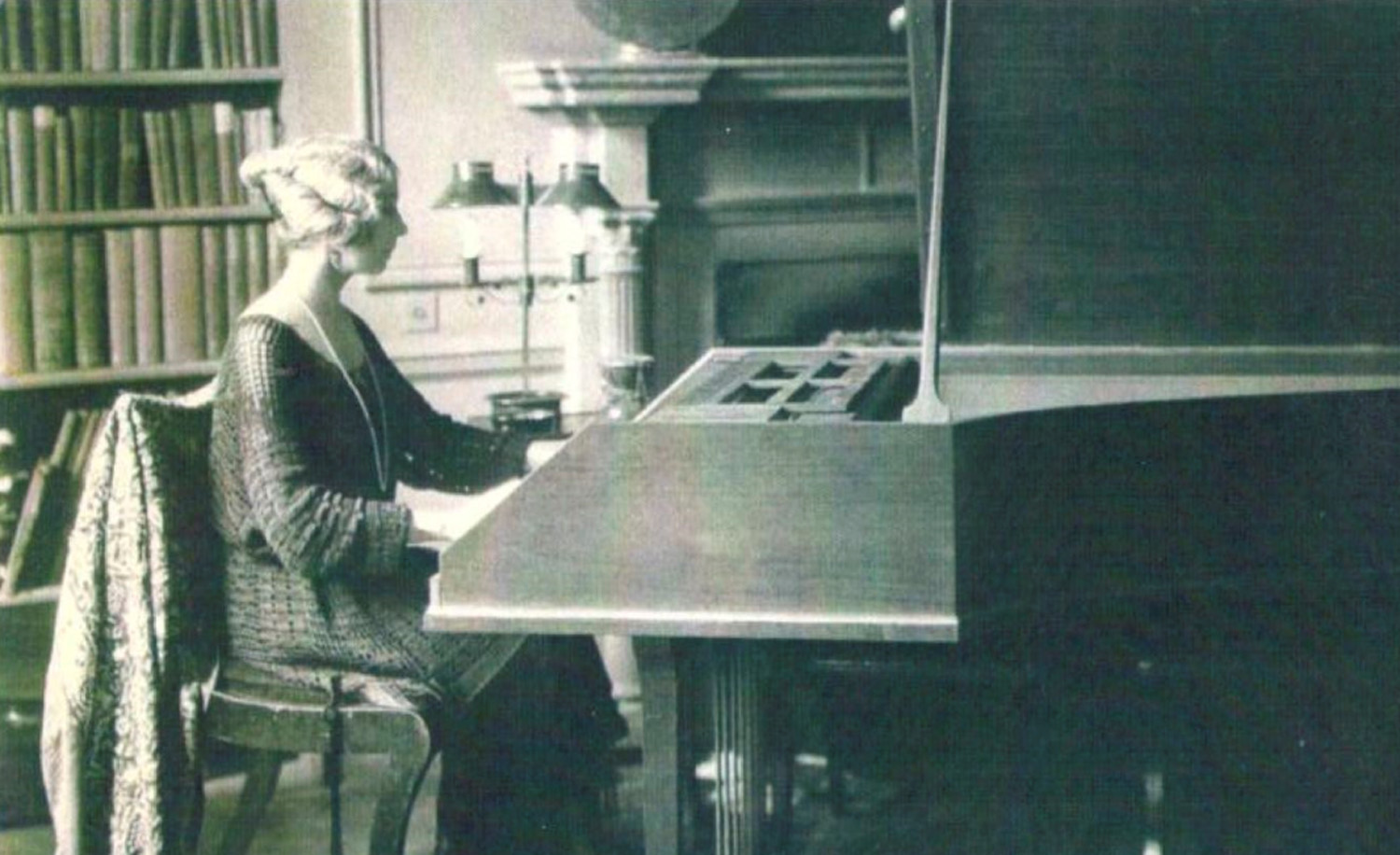
Violet Gordon-Woodhouse około roku 1900

Violet Gordon-Woodhouse (ur. 23 kwietnia 1872 jako Violet Kate Eglinton Gwynne, zm. w styczniu 1948) – uznana brytyjska klawesynistka oraz klawikordzistka, mająca duży wpływ na przywrócenie popularności obu instrumentów muzycznych.

## Rodzina
Violet Kate Eglinton Gwynne była siostrą Ruperta Gwynne'a, członka parlamentu dla Eastbourne od 1910 do 1924 roku, oraz Rolanda Gwynne'a, burmistrza miasta Eastbourne w latach 1929-1931, który był podejrzany o romans z domniemanym seryjnym mordercą, dr Johnem Bodkinem Adamsem. Jedną z jej bratanic była ceniona autorka książek kucharskich, Elizabeth David.

## Twórczość
Początkowo Violet grała na fortepianie, jednak sławę zdobyła grając na klawesynie i klawikordzie, po tym jak w 1910 roku poznała Arnolda Dolmetscha, popularyzatora dawnych instrumentów. Pozostawała również w bliskich relacjach z wieloma wiodącymi artystami tamtych czasów, w tym, między innymi: Ethel Smyth, Siegfriedem Sassoon, Poldowskim (Lady Dean Paul) i George'em Bernardem Shaw.

## Życie prywatne
Violet Gordon-Woodhouse swoimi prywatnymi wyborami życiowymi gorszyła znaczną część społeczeństwa. 31 lipca 1895 roku poślubiła Gordona Woodhouse za porozumieniem, iż będą spać w oddzielnych pokojach. Violet miewała kochanków i w 1899 roku, ku upokorzeniu Gordona, William "Bill" Barrington, 10. wicehrabia Barrington, wprowadził się do ich małżeńskiego domu. W 1903 roku dołączył do niego Max Labouchere, a niewiele później Dennis Tollemache. Pewnego razu bratanica Violet, Katherine Ayling, spytała Barringtona, co sądzi o zaistniałym układzie oraz czy 'ménage-à-cinq' kiedykolwiek się kłócili. Barrington odparł: „Tak, Dennis i Max raz – o mecz krykieta”. W kręgach społecznych ich otwarte małżeństwo było nazywane „cyrkiem Woodhouse”.

## Późne lata
Z wiekiem Violet przyjmowała coraz bardziej radykalne poglądy. W latach 30. można było usłyszeć wygłaszane przez nią antysemickie tyrady oraz wyrazy uznania dla Adolfa Hitlera. Na krótko przed śmiercią w 1948 roku Violet poprosiła swojego szofera, C.F. Law, by pozostał na służbie Billa Barringtona, 10. wicehrabiego Barringtona, do czasu jego śmierci. Gordon i Bill Barrington pozostali w posiadłości Lypiatt Manor do śmierci Gordona w 1951 roku, w którym to Barrington kupił dom w East Grinstead w hrabstwie Sussex, gdzie mieszkał do śmierci w 1960 roku.

## Odniesienia w kulturze
Sir Osbert Sitwell wspomina o niej często w swojej autobiografii. Radclyffe Hall, homoseksualna powieściopisarka, zadedykowała jej tom wierszy erotycznych. W 2005 roku odbyła się premiera opery Rogera Scrutona opartej na historii życia Violet Gordon-Woodhouse, zatytułowana „Violet”.